# Seng et Henry
Seng et Henry war ein französischer Hersteller von Automobilen.

## Unternehmensgeschichte
Das Unternehmen begann 1901 mit der Produktion von Automobilen. Der Markenname lautete Seng et Henry. 1902 endete die Produktion.

## Fahrzeuge
Das einzige Modell war ein Kleinwagen. Für den Antrieb sorgte ein Zweizylindermotor. Der Motor war vorne im Fahrzeug montiert und trieb über eine Kardanwelle die Hinterachse an. Das Getriebe verfügte über vier Gänge.